# Leningrad Cowboys Go America
Leningrad Cowboys Go America ist eine Mischung aus Roadmovie und Mockumentary des finnischen Regisseurs Aki Kaurismäki aus dem Jahr 1989. In dem Independentfilm geht es um eine fiktive Rockband aus Sibirien, die hofft, in den USA erfolgreicher zu werden, als sie es in ihrer Heimat ist.

## Handlung
Der Film erzählt die Geschichte der Band Leningrad Cowboys,  die in der sibirischen Heimat keinen Erfolg hat und den Rat bekommt, nach Amerika zu gehen und dort zu spielen. Auf ihrer langen Reise durch zahlreiche Hotels, Bars und Kneipen landen sie schließlich auf einer Hochzeit in Mexiko. Das Publikum ist begeistert und die Band schafft hier nach zahllosen Misserfolgen in den USA endlich den erhofften Durchbruch.

## Kritik
„Roadmovie und Musikfilm, der Einfälle und Gags unterschiedlicher Qualität aneinanderreiht und einige witzige Effekte aus Vergröberungen erzielt. Der skurrile Humor des Anfangs wird jedoch nicht durchgängig beibehalten.“

## Hintergründe
Eine Gastrolle übernahm Jim Jarmusch, der den Musikern für ihre Tour einen schwarzen Cadillac verkauft. In Deutschland lief der Film im Fernsehen bisher nur in Originalsprache mit Untertiteln.
Die ursprünglich fiktiven Leningrad Cowboys, die teilweise von Mitgliedern der finnischen Punkrockgruppe Sleepy Sleepers gespielt wurden, blieben nach den Filmaufnahmen unter diesem Namen zusammen und feierten große Erfolge als Liveband.
Die regionale Herkunft der Band wird im Film nicht dezidiert angesprochen – es soll der Eindruck erweckt werden, als handle es sich um eine Band aus dem Nordosten Europas, nahe zu Russland (daher auch die eher russisch klingenden Namen wie Vladimir oder Igor). Zu Beginn der Handlung spricht allerdings der Manager auf Finnisch mit den Bandmitgliedern. Nach der Ankunft in den USA wechselt der Dialog ins Englische.

## Fortsetzung
Mit Leningrad Cowboys Meet Moses erschien 1994 eine Fortsetzung, die unmittelbar an die Handlung des ersten Films anknüpft.